# Język piemoncki w porównaniu z włoskim i francuskim
Język piemoncki należy do podgrupy języków gallo-italskich (fr. gallo-italique, wł. galloitalico) języków zachodnioromańskich, stąd też ma liczne cechy wspólne zarówno z językiem włoskim, jak i francuskim.

## Słownictwo
Język piemoncki zawiera wiele słów pochodzących z włoskiego i francuskiego, ale są w nim również słowa różniące się od swych włoskich i francuskich odpowiedników. 
| Język włoski      | Język francuski | Język piemoncki  |
| ----------------- | --------------- | ---------------- |
| attuale           | actuel          | dël di d'ancheuj |
| comprendere       | comprendre      | ten-e da ment    |
| Dio               | Dieu            | Nosgnor          |
| giorno            | jour            | di               |
| in altre parole   | c'est-à-dire    | visadì           |
| in più            | de plus         | an dzorpì        |
| possedere         | posséder        | avèj             |
| prendere          | prendre         | pijé             |
| successione       | suite           | sequensa         |
| un punto di vista | un point de vue | na mira          |
| usare, utilizzare | utiliser        | dovré            |

## Gramatyka

### Rodzajniki
| Język włoski | Język francuski | Język piemoncki |
| ------------ | --------------- | --------------- |
| un           | un              | un              |
| una          | une             | na              |
| il           | le              | ël              |
| la           | la              | la              |
| i            | les             | ij              |
| le           | les             | le              |

Piemoncki rodzajnik un przed wyrazem zaczynającym się samogłoską przybiera postać n, przed wyrazem zaczynającym się na sp, st itp. - në, natomiast po wyrazie kończącym się na a, e - n.
Analogicznie jak we włoskim, w piemonckim rodzajniki ël, ij przyjmują formy lë, jë (odpowiedniki włoskich lo, gli) przed wyrazami zaczynającymi się na sp, st, x.
Przed wyrazem zaczynającym się samogłoską, piemonckie rodzajniki określone liczby pojedynczej skracają się do l, natomiast rodzajniki określone liczby mnogiej - do j.

### Przyimki
We wszystkich trzech językach przypadki tworzy się za pomocą przyimków (wł. - fr. - piem.): 
- Przyimki bez rodzajników:

| Język włoski | Język francuski | Język piemoncki         | Znaczenie i uwagi                                                      |
| ------------ | --------------- | ----------------------- | ---------------------------------------------------------------------- |
| a            | à               | a                       | „do”                                                                   |
| con          | avec            | con                     | „z”, „wraz z”                                                          |
| da           |                 | da                      | „od”                                                                   |
| di           | de              | ëd                      |                                                                        |
| in           | en/dans         | an/ant                  | „w”; formę francuską dans i piemoncką ant pisze się przed rodzajnikami |
| tra/fra      | entre/chez      | antra (rzadziej an tra) | „między”                                                               |
| per          | pour            | për                     | „dla”                                                                  |
| su           | sur             | ansima a/ ans           | „na”; formę piemoncką ans pisze się przed rodzajnikami                 |

Piemoncki przyimek ëd przed wyrazem zaczynającym się samogłoską skraca się do d, po wyrazie zakończonym na -a - do d, natomiast przed wyrazem rozpoczynającym się na st-, sp-, sc-, x- itp. przyjmuje postać dë. 
- Przyimki włoskie z rodzajnikiem

| przyimek/rodzajnik | il  | lo    | la    | i   | gli   | le    | l'    |
| ------------------ | --- | ----- | ----- | --- | ----- | ----- | ----- |
| a                  | al  | allo  | alla  | ai  | agli  | alle  | all'  |
| da                 | dal | dallo | dalla | dai | dagli | dalle | dall' |
| di                 | del | dello | della | dei | degli | delle | dell' |
| in                 | nel | nello | nella | nei | negli | nelle | nell' |

- Przyimki francuskie z rodzajnikiem

| przyimek/rodzajnik | le | les |
| ------------------ | -- | --- |
| a                  | au | aux |
| de                 | du | des |

- Przyimki piemonckie z rodzajnikiem

| przyimek/rodzajnik | ël  | lë    | la    | ij  | jë    | le    | l'    | j'    |
| ------------------ | --- | ----- | ----- | --- | ----- | ----- | ----- | ----- |
| a                  | al  | a lë  | a la  | ai  | a jë  | a le  | a l'  | a j'  |
| da                 | dal | da lë | da la | dai | da jë | da le | da l' | da j' |
| ëd                 | dël | dlë   | dla   | dij | djë   | dle   | dl'   | dj'   |

Piemoncki przyimek an przed rodzajnikiem, z którym się nie łączy, przyjmuje formę ant.
Piemoncki przyimek ans pisze się niekiedy an s-. I tak, piem. ans ël można pisać an sël.

### Czasowniki
Zobacz także rozdział „Przyrostki”.

#### Odmiana czasowników posiłkowych i modalnych (niektóre formy)
| Czasownik „być”    | Czasownik „być” | Czasownik „być” | Czasownik „być”                                              |
| włoski             | francuski       | piemoncki       | forma gramatyczna                                            |
| ------------------ | --------------- | --------------- | ------------------------------------------------------------ |
| essere             | être            | esse            | bezokolicznik                                                |
| è                  | est             | a l'é           | tryb oznajmujący, czas teraźniejszy, 3. osoba, l. pojedyncza |
| sono               | sont            | a son           | tryb oznajmujący, czas teraźniejszy, 3. osoba, l. mnoga      |
| è stato, fu        | a été, fut      | a l'é stait     | czas przeszły dokonany, 3. osoba, l. pojedyncza              |
| sono state, furono | ont été, furent | a son ëstait    | czas przeszły dokonany, 3. osoba, l. mnoga                   |
| era                | était           | a l'era         | czas przeszły niedokonany, 3. osoba, l. pojedyncza           |
| erano              | étaient         | a l'ero         | czas przeszły niedokonany, 3. osoba, l. mnoga                |
| sarebbero          | seraient        | a sarìo         | tryb warunkowy, czas teraźniejszy, 3. osoba, l. mnoga        |

| Czasownik „mieć” | Czasownik „mieć” | Czasownik „mieć” | Czasownik „mieć”                                             |
| włoski           | francuski        | piemoncki        | forma gramatyczna                                            |
| ---------------- | ---------------- | ---------------- | ------------------------------------------------------------ |
| avere            | avoir            | avèj             | bezokolicznik                                                |
| ha               | a                | a l'ha           | tryb oznajmujący, czas teraźniejszy, 3. osoba, l. pojedyncza |
| abbiamo          | avons            | i l'oma          | tryb oznajmujący, czas teraźniejszy, 1. osoba, l. mnoga      |
| hanno            | ont              | a l'han          | tryb oznajmujący, czas teraźniejszy, 3. osoba, l. mnoga      |
| aveva            | avaient          | a l'avìa         | czas przeszły niedokonany, 3. osoba, l. pojedyncza           |
| avrebbe          | aurait           | a l'avrìa        | tryb warunkowy, czas teraźniejszy, 3. osoba, l. pojedyncza   |

| Czasownik „móc” | Czasownik „móc” | Czasownik „móc” | Czasownik „móc”                                              |
| włoski          | francuski       | piemoncki       | forma gramatyczna                                            |
| --------------- | --------------- | --------------- | ------------------------------------------------------------ |
| potere          | pouvoir         | podèj           | bezokolicznik                                                |
| può             | peut            | a peul          | tryb oznajmujący, czas teraźniejszy, 3. osoba, l. pojedyncza |
| possono         | peuvent         | a peulo         | tryb oznajmujący, czas teraźniejszy, 3. osoba, l. mnoga      |

#### Bezokolicznik
Czasowniki, które we włoskim mają bezokolicznik z końcówką -are, we francuskim -er, w piemonckim mają końcówkę -é (często w tych samych wyrazach pisze się ją -è): wł.parlare - fr. parler - piem. parlé.
Bezokoliczniki czasowników pochodzących od łacińskich pono, teneo mają końcówkę -n-e: wł. mantenere, proporre - fr. maintenir, proposer - piem. manten-e, propon-e.

#### Czas teraźniejszy
Czasowniki piemonckie 3. osoby w czasie teraźniejszym poprzedza się słowem a.
Czasowniki, które we włoskim mają bezokolicznik z końcówką -are, we francuskim -er. W 3. osobie liczby pojedynczej włoska końcówka -a lub francuska -e przechodzi w piemoncką -a: wł. parla - fr. parle - piem. a parla. W 3. osobie liczby mnogiej włoska końcówka -ano lub francuska -ent przechodzi w piemoncką -o: wł. parlano - fr. parlent - piem. a parlo.

#### Czas przeszły dokonany
W piemonckim używa się czasu przeszłego dokonanego złożonego. Czas przeszły dokonany prosty nie istnieje; mieszkańcy Piemontu bardzo rzadko posługują się passato remoto w mowie w języku ogólnowłoskim. Np. wł. parlò, ha parlato - fr. parla, a parlé - piem. a l'ha parlà; wł. parlarono, hanno parlato - fr. parlèrent, ont parlé - piem. a l'han parlà.

#### Czas przyszły prosty
W 3. osobie liczby pojedynczej włoska końcówka -rà lub francuska -ra przechodzi w piemoncką -rà: wł. parlerà - fr. parlera - piem. a parlerà.

#### Imiesłowy przysłówkowe
Końcówka piemoncka -and odpowiada włoskiej -ando i francuskiej -ant: wł. parlando - fr. parlant - piem. parland.

#### Imiesłowy przymiotnikowe
Różnice w końcówkach:
- Imiesłowy przymiotnikowe, które we włoskim mają końcówkę -ato, a we francuskim -é mają w języku piemonckim końcówkę -à. Nie zmienia się ona w rodzaju żeńskim i w liczbie mnogiej. Np. wł. parlato - fr. parlé - piem. parlà.
- Imiesłowy przymiotnikowe, które we włoskim mają końcówkę -ito, a we francuskim -i mają w języku piemonckim końcówkę -ì. Np. wł. finito - fr. fini - piem. finì.
- Imiesłowy przymiotnikowe, które we włoskim mają końcówkę -uto, a we francuskim -u mają w języku piemonckim końcówkę -ù. Np. wł. renduto - fr. rendu - piem. rendù.

Część imiesłowów tworzy się na sposób nieregularny: wł. fatto - fr. fait - piem. fàit.
W piemonckim, w rodzaju żeńskim liczby pojedynczej, na końcu imiesłowów niezakończonych na -à dodaje się -a: finìa, a w liczbie mnogiej -e: finìe.

#### Inne formy
Francuskie formy (np. nieosobowe) z zaimkiem on mają swoje piemonckie odpowiedniki. Tworzy się go jak trzecią osobę liczby pojedynczej, lecz zamiast słowa a daje się as (lub së przed czasownikiem zaczynającym się na st-, sp-, sc-, x- itp.) Np. fr. on parle - piem. as parla.

#### Zaprzeczenia
W języku piemonckim, do zaprzeczenia używa się partykuł nen lub pà: wł. non è - fr. n'est pas - piem. a l'é nen, a l'é pà.

### Zaimki

#### Zaimki dzierżawcze
W przeciwieństwie do włoskiego, w piemonckim pomija się rodzajniki określone przed zaimkami dzierżawczymi. Liczba mnoga rodzaju męskiego jest wyjątkiem, o ile ma tę samą postać, co liczba pojedyncza.
W języku piemonckim, zaimki dzierżawcze rodzaju męskiego nie odmieniają się przez liczbę. Na przykład:
| Język włoski | Język francuski | Język piemoncki   |
| ------------ | --------------- | ----------------- |
| suo          | son             | sò                |
| sua          | sa              | soa               |
| loro         | leur            | sò (m.), soa (f.) |
| suoi         | ses             | sò                |
| sue          | ses             | soe               |
| loro         | leurs           | sò (m.), soe (f.) |

#### Inne zaimki
| Język włoski    | Język francuski  | Język piemoncki          |
| --------------- | ---------------- | ------------------------ |
| alcuno, qualque | certain, quelque | chèich                   |
| altro           | autre            | autr                     |
| che             | que, qui         | che                      |
| questo          | ce, cet          | cost, ës (rzeczownik)-sì |
| tutto           | tout             | tut                      |

(1) Podano zaimki w liczbie pojedynczej rodzaju męskiego. Jednakże odmieniają się one przez rodzaj i liczbę (m. sing. chèich, m. pl. chèich, f. sing. chèica, f. pl. chèiche). Zaimki, które kończą się na -r, -t mają osobną formę liczby mnogiej rodzaju męskiego (z końcówkami -ri, -ti, np. àutri, tuti).
(2) Zaimek che przed wyrazem zaczynającym się samogłoską skraca się do ch´.

### Liczba mnoga
W rzeczownikach i przymiotnikach, piemonckie końcówki liczby mnogiej -aj, -oj, -ij odpowiadają włoskim -ali, -oli, -ili. Analogicznie, piemoncka końcówka -aj odpowiada francuskim -aux, -ales, -els, -elles. Przykłady: wł. speciali - piem. spessiaj, wł. notevoli - piem. notéivoj, wł. possibili - piem. possìbij, fr. sociales - piem. sossiaj.
Rzeczowniki i przymiotniki rodzaju żeńskiego, które we włoskim mają liczbę mnogą z końcówką -e (a pojedynczą z końcówką -a), we francuskim -es (a pojedynczą -e), w piemonckim mają liczbę mnogą zakończoną na -e.
Piemonckie rzeczowniki i przymiotniki rodzaju żeńskiego z końcówką -ica mają liczbę mnogą z końcówką -iche (podobnie jak we włoskim).
W piemonckim są rzeczowniki i przymiotniki rodzaju żeńskiego (np. z końcówką -sion lub -à), które w liczbie pojedynczej i mnogiej mają tę samą formę.

### Rodzaj

#### Rodzaj męski
Wiele włoskich rzeczowników i przymiotników liczby pojedynczej rodzaju męskiego kończy się na -o. Ich piemonckie odpowiedniki nie posiadają -o, np. wł. senso - piem. sens. Piemonckie odpowiedniki włoskich rzeczowników i przymiotników zakończonych na -co, -go mają zakończenia -ch, -gh. Natomiast odpowiedniki wyrazów zakończonych na -bro, -tro mają zakończenia -ber, -ter.
Większość piemonckich rzeczowników i przymiotników rodzaju męskiego ma tę samą postać w liczbie pojedynczej i mnogiej.
Rzeczowniki rodzaju męskiego, mające we francuskim końcówkę -e, w piemonckim nie mają tej końcówki (fr. groupe - piem. grop). Kilka z nich kończy się na -o (fr. terme, type - piem. termo, tipo) albo -a (fr. système, problème, théorème - piem. sistema, problema, teorema). 

#### Rodzaj żeński
Rzeczowniki i przymiotniki rodzaju żeńskiego, które mają we włoskim końcówkę -a, a we francuskim -e, mają w języku piemonckim liczbę pojedynczą zakończoną na -a: wł. espirenza - fr. expérience - piem. esperiensa, wł. interna - fr. interne - piem. anterna, wł. teoria - fr. théorie - piem. teorìa.
W języku piemonckim, są nieodmienne rzeczowniki rodzaju żeńskiego, głównie greckiego pochodzenia: anàlisi, ipòtesi (wł. analisi, ipotesi, fr. analyse, hypothèse).

### Spójniki
| Język włoski | Język francuski | Język piemoncki  |
| ------------ | --------------- | ---------------- |
| come         | comme           | tanme, coma, 'me |
| dunque       | donc, or        | donca            |
| e, ed        | et              | e                |
| ma           | mais            | ma               |
| mentre       | pendant         | antramente che   |
| o            | ou              | o                |
| perché       | pourquoi, car   | përche           |
| se           | si, lorsque     | se               |

### Przymiotniki
Piemoncki przysłówek pì odpowiada włoskiemu più i francuskiemu plus, służącemu do tworzenia stopnia wyższego.

### Przysłówki
Najczęściej spotykane przysłówki (porównanie):
| Język włoski              | Język francuski       | Język piemoncki | Znaczenie i uwagi                                          |
| ------------------------- | --------------------- | --------------- | ---------------------------------------------------------- |
| allora                    | alors                 | antlora         | „wtedy”, „więc”                                            |
| anche, pure               | aussi, même           | ëdcò            | „także”                                                    |
| ancora                    | encore                | ancor           | „jeszcze”                                                  |
| così                      | ainsi                 | parèj           | „tak”, „w ten sposób”                                      |
| dopo                      | après                 | apress          | „potem”, również przyimek                                  |
| dove                      | où                    | anté che        | „gdzie”                                                    |
| generalmente, solitamente | généralement          | ëd sòlit        | „ogólnie”, „przeważnie”, „zwykle”                          |
| infine                    | enfin                 | anfin, për finì | „w końcu”                                                  |
| intanto                   | cependant, néamoins   | tutun           | „tymczasem”                                                |
| mai                       | jamais                | mai             | „nigdy”                                                    |
| male                      | mal                   | mal             | „źle”                                                      |
| molti                     | bien de, beaucoup de  | tanti, vàire ëd | „dużo”. Włoskie molti i piemonckie tanti są przymiotnikami |
| molto                     | bien, très            | motobin         | „bardzo”                                                   |
| poco, po'                 | peu                   | pòch            | „mało”                                                     |
| poi                       | puis                  | peuj            | „następnie”                                                |
| purtroppo                 | malheureusement       | belevans        | „niestety”                                                 |
| quasi                     | presque               | scasi           | „prawie”                                                   |
| qui                       | ici                   | ambelessì       | „tu”                                                       |
| quando                    | quand                 | cand            | „kiedy”                                                    |
| sempre                    | toujours              | sempe, tavòta   | „zawsze”                                                   |
| solo, solamente           | ne ... que, seulement | mach            | „tylko”                                                    |
| sopra                     | si-dessus             | sì-dzora        | „wyżej”, również przyimek                                  |
| spesso                    | souvent               | soens           | „często”                                                   |
| troppo                    | trop                  | trop            | „zbyt”                                                     |

W języku piemonckim, przysłówki złożone tworzy się przez dodanie do przymiotnika końcówki -man (wł. -mente, fr. -ment): wł. finalmente - fr. finalement - piem. finalman. Częściej jednak używa się wyrażeń przysłówkowych, np. z wykorzystaniem an manera, ëd fasson (wł. nel modo, fr. de manière) lub da na mira (wł. del punto di vista, fr. d'un point de vue): wł. indipendentamente - fr. indépendamment - piem. an manera indipendenta.

## Różnice w ortografii

### Zaznaczanie akcentów
W słowie piemonckim akcent z reguły pada na tę samą sylabę, co w odpowiednim słowie włoskim. We włoskim nie oznacza się akcentem np. trzeciej sylaby od końca, natomiast w piemonckim oznacza się nietypowy akcent: wł. origine - fr. origine - piem. orìgin.
Inne przykłady:
- końcówka -ich, -ica itd. : wł. storico - fr. historique - piem. stòrich;
- końcówka -bil : wł. possibile - fr. possible - piem. possìbil;
- grupa -òr- : wł. corpo - fr. corps - piem. còrp.

### Różnice w literach i grupach liter
- W piemonckim są pojedyncze spółgłoski (nie dotyczy s) tam, gdzie we włoskim i francuskim są podwojone: wł. effetto - fr. effet - piem. efet, wł. rapporto - fr. rapport - piem. rapòrt, wł. addizione - fr. addition - piem. adission.
- Włoskie zbitki -zi-, -ci- oraz francuskie -ci-, -ti-, -cti-, -xi- (czytane jak -si-, -xi-) między samogłoskami odpowiadają piemonckiej -ssi: wł. operazione, sociale, massimo - fr. opération, social, maximal - piem. operassion, sossial, massimal.
- Włoska i francuska zbitka -ul- staje się w piemonckim -ol-. Podobnie włoskie -unt-, -unz- stają się piemonckimi -ont-, -ons-: wł. formula - fr. formule - piem. fòrmola.
- Włoskie -nz-, -rz- przed samogłoską przechodzą w piemonckie -ns-, -rs-. Podobnie francuskie -nc-, -nt-, -nct- oraz -rt- przechodzą w piemonckie -ns-, -rs-: wł. funzione, parziale - fr. fonction, partiel - piem. fonsion, parsial.
- Piemoncka końcówka -ja odpowiada włoskiej -glia i francuskiej -ille: wł. famiglia - fr. famille - piem. famija.
- Łacińskie wyrazy zaczynające się na sp-, st- mają francuskie odpowiedniki zaczynające się na esp-, ét-, natomiast włoskie i piemonckie odpowiedniki zaczynające się na sp-, st-. W piemonckim, jeśli poprzedni wyraz kończy się spółgłoską, to na początku wstawia się ë : wł. spazio, stato - fr. espace, état - piem. (ë)spassi, (ë)stat.
- Francuski początek re- i włoski ri- przechodzą w ar- w języku piemonckim, np. wł. risoluzione - fr. résolution - piem. arzolussion (ale nie przed -sp-, -st- itd.)

- Francuskie ct po samogłosce przechodzi w t w języku piemonckim, np. fr. structure - piem. strutura.
- Francuskie ph przechodzi w f w języku piemonckim, np. fr. physique - piem. fìsica.
- Francuskie th przechodzi w t w języku piemonckim, np. fr. thèorie - piem. teorìa.
- Francuskie pt przechodzi w t w języku piemonckim, np. fr. descriptif - piem. descritiv.
- Francuska litera y przechodzi w i w języku piemonckim, np. fr. système - piem. sistema.
- Francuskie ai przed n, s, r przechodzi w a w języku piemonckim, np. fr. raison - piem. rason.
- Nieme h w wyrazach francuskich jest pomijane w ich piemonckich odpowiednikach : fr. humanité, hypothèse - piem. umanità, ipotèsi.
- Francuskie ch czytane jak k przechodzi c w języku piemonckim (tak jak i we włoskim), np. fr. technologie, psychologie - piem. tecnologìa, psicologìa (wł. tecnologia, psicologia).
- Francuska końcówka -que przechodzi w -ca w języku piemonckim (tak jak i we włoskim), np. fr. époque - piem. època (wł. epoca).

### Przedrostki
| Język włoski | Język francuski | Język piemoncki                           |
| ------------ | --------------- | ----------------------------------------- |
| con-         | con-            | con- co- (przed -st-, -sp- itd.)          |
| es- (ecce-)  | ex- (exce-)     | es- (ece-)                                |
| in-          | en-, in-        | an- in- (zaprzeczenia i przeciwstawienia) |
| inter-       | inter-          | antër-                                    |
| per-         | per-            | për-                                      |
| pseudo-      | pseudo-         | fàuss-                                    |
| quasi-       | quasi-          | scasi-                                    |
| sotto-       | sous-           | sot-                                      |

### Przyrostki
| Język włoski          | Język francuski                 | Język piemoncki              |
| --------------------- | ------------------------------- | ---------------------------- |
| -al (m.), -ale (f.)   | -el, -al (m.), -elle, -ale (f.) | -al                          |
| -are                  | -aire                           | -ari (m.), -ar (f.)          |
| -bile                 | -ble                            | -bil                         |
| -ian (m.), -iana (f.) | -ien (m.), -ienne (f.)          | -ian (m.), -ian-a (f.)       |
| -icare                | -er                             | -iché                        |
| -ico (m.), -ica (f.)  | -ique, -icien (zawód)           | -ich (m.), -ica (f.)         |
| -ismo                 | -isme                           | -ism                         |
| -ivo (m.), -ivo (f.)  | -if (m.), -ive (f.)             | -iv (m.), -iva (f.)          |
| -mente                | -ment (adv.)                    | -man                         |
| -ore                  | -eur                            | -or                          |
| -ose                  | -eux                            | -os                          |
| -sta                  | -ste                            | -sta                         |
| -stione               | -stion                          | -stion                       |
| -tà                   | -té                             | -tà                          |
| -zione                | -tion, -ction                   | -ssion -sion (po spółgłosce) |